# Comuna Parincea, Bacău
Parincea (în maghiară Párincsa) este o comună în județul Bacău, Moldova, România, formată din satele Barna, Mileștii de Jos, Mileștii de Sus, Nănești, Năstăseni, Parincea (reședința), Poieni, Satu Nou, Văleni și Vladnic.

## Așezare
Comuna se află în estul județului, în zona cursului superior al râului Răcătău. Este traversată de șoseaua județeană DJ252, care o leagă spre nord de Ungureni și Buhoci (unde se termină în DN2F) și spre sud de Pâncești, Găiceana, Huruiești, apoi mai departe în județul Vrancea de Homocea și Ploscuțeni și în județul Galați de Buciumeni, Nicorești și Cosmești (unde se termină în DN24). Lângă Parincea, la limita cu comuna Ungureni, din acest drum se ramifică șoseaua județeană DJ252A, care duce spre sud la Horgești. La Parincea, tot din DJ252 se ramifică spre nord șoseaua județeană DJ252F, care duce la Ungureni și spre est șoseaua județeană DJ243B care duce la Vultureni, Stănișești, Motoșeni și mai departe în județul Vaslui de Coroiești, Ciocani și Bârlad.

## Demografie
Componența etnică a comunei Parincea
     Români (90,87%)
     Maghiari (1,54%)
     Alte etnii (0,39%)
     Necunoscută (7,21%)
Componența confesională a comunei Parincea
     Ortodocși (57,62%)
     Romano-catolici (33,6%)
     Alte religii (1,51%)
     Necunoscută (7,27%)
Conform recensământului efectuat în 2021, populația comunei Parincea se ridică la 3.372 de locuitori, în scădere față de recensământul anterior din 2011, când fuseseră înregistrați 3.588 de locuitori. Majoritatea locuitorilor sunt români (90,87%), cu o minoritate de maghiari (1,54%), iar pentru 7,21% nu se cunoaște apartenența etnică. Din punct de vedere confesional, majoritatea locuitorilor sunt ortodocși (57,62%), cu o minoritate de romano-catolici (33,6%), iar pentru 7,27% nu se cunoaște apartenența confesională.

## Politică și administrație
Comuna Parincea este administrată de un primar și un consiliu local compus din 13 consilieri. Primarul, Sorin Roșu[*], de la Partidul Social Democrat, este în funcție din 2016. Începând cu alegerile locale din 2024, consiliul local are următoarea componență pe partide politice:
|  | Partid                                 | Consilieri | Componența Consiliului | Componența Consiliului | Componența Consiliului | Componența Consiliului | Componența Consiliului | Componența Consiliului | Componența Consiliului | Componența Consiliului |
|  | -------------------------------------- | ---------- | ---------------------- | ---------------------- | ---------------------- | ---------------------- | ---------------------- | ---------------------- | ---------------------- | ---------------------- |
|  | Partidul Social Democrat               | 8          |                        |                        |                        |                        |                        |                        |                        |                        |
|  | Partidul Național Liberal              | 2          |                        |                        |                        |                        |                        |                        |                        |                        |
|  | Uniunea Democrată Maghiară din România | 2          |                        |                        |                        |                        |                        |                        |                        |                        |
|  | Alianța pentru Unirea Românilor        | 1          |                        |                        |                        |                        |                        |                        |                        |                        |

## Istorie
La sfârșitul secolului al XIX-lea, comuna Parincea era reședința plășii Siretul de Jos a județului Bacău și era formată din târgușorul Parincea și satul Parincea cu 942 de locuitori. În comună existau o școală mixtă cu 50 de elevi (dintre care 18 fete) și două biserici (ambele în satul Parincea), iar principalul proprietar de terenuri era Caton G. Lecca. La acea vreme, pe teritoriul actual al comunei mai funcționau în aceeași plasă și comunele Milești și Nănești. Comuna Milești, cu satele Mileștii de Jos, Mileștii de Sus, Văleni, Valea lui Drag și Larga, avea 968 de locuitori ce trăiau în 238 de case; aici existau o școală mixtă deschisă la Mileștii de Sus în 1865, o biserică ortodoxă la Mileștii de Sus și una catolică la Văleni. Comuna Nănești avea în componență satele Nănești, Vladnicu și Mărăști cu 1484 de locuitori ce trăiau în 370 de case și avea o școală mixtă cu 14 elevi deschisă în 1859, două biserici ortodoxe la Nănești și una catolică la Vladnicu, iar principalii proprietari erau Caton G. Lecca, Profira Strat și N. Țintă.
Anuarul Socec din 1925 consemnează desființarea comunelor Milești și Nănești și comasarea lor cu comuna Parincea. Astfel, comuna Parincea, în continuare reședință de plasă (plasa Siret din același județ) avea 3200 de locuitori în satele Cățelușa, Mileștii de Jos, Mileștii de Sus, Nănești, Parincea, Văleni și Vladnicu. În 1931, comuna a mai primit și satele Barna, Poieni și Năstăseni, care până atunci făceau parte din comuna Godinești din județul vecin Tecuci, și au apărut și satele Burdugani și Pârlitura.
În 1950, comuna a fost transferată raionului Bacău din regiunea Bacău. Satul Cățelușa a primit în 1964 denumirea de Iazu, iar satul Pârlituri — pe cea de Satu Nou. Între timp, satul Nănești se separase în Nănești-Vale și Nănești-Deal, și au apărut și satele Podu Roșu, Vârlănești și Valea lui Noe. În 1968, comuna a revenit la județul Bacău, reînființat și unele sate au fost desființate și comasate cu alte sate: Parincea-Sat și Parincea-Târg au fost reunite sub numele Parincea; Nănești-Vale și Nănești-Deal sub cea de Nănești; Vârlănești a fost desființat și comasat cu Poieni; Burdugani cu Mileștii de Sus; Iazu cu Parincea; Podu Roșu și Valea lui Noe cu Vladnic.

## Monumente istorice
Două obiective din comuna Parincea sunt incluse în lista monumentelor istorice din județul Bacău ca monumente de interes local. Unul este un sit arheologic, aflat în punctul „Gâtul Grecului”, la marginea de nord-vest a satului Parincea, unde s-au găsit urme ale unei așezări fortificate din eneolitic (cultura Cucuteni, faza A), iar celălalt, clasificat ca monument de arhitectură, este biserica de lemn „Sfântul Nicolae” din satul Parincea, construită în 1702 și cu transformări din 1894.

## Personalități
- Gheorghe Rădoi (1926 - 2001), demnitar comunist;
- Remus Ionuț Dumitrache (cunoscut ca Jador, n. 1995), cântăreț de manele.